# Plauer See
Plauer See (pol. hist. Pławie) – jezioro położone w powiatach Ludwigslust-Parchim oraz Mecklenburgische Seenplatte niemieckiego kraju związkowego Meklemburgia-Pomorze Przednie.
Jest trzecim co do wielkości jeziorem pojezierza meklemburskiego. Poprzez rzekę Elde oraz drogę wodną Müritz-Elde ma ono połączenie z jeziorami Fleesen, Kölpin, oraz Müritz.